# Wendlandia bicuspidata
Wendlandia bicuspidata är en måreväxtart som beskrevs av Robert Wight och George Arnott Walker Arnott. Wendlandia bicuspidata ingår i släktet Wendlandia och familjen måreväxter. Inga underarter finns listade i Catalogue of Life.